# Centaurea simplicaulis
Centaurea simplicaulis là một loài thực vật có hoa trong họ Cúc. Loài này được Boiss. & Huet mô tả khoa học đầu tiên.